# Eduard Kadlec
 Eduard Кadlec  (n. 16 martie 1880, Ústí nad Labem, Ústí nad Labem, Cehia – d. 19 august 1961, Brno, Cehoslovacia; întâlnit în textele istorice și cu prenumele de Edward sau cu numele de Kadlez, Kadletz sau Kadleț) a fost un general ceh, cunoscut ca fiind unul dintre liderii Legiunii Cehoslovace din Rusia. În Istoria României, este cunoscut în calitate de comandant cu gradul de colonel al Legiunii Române din Siberia, din noiembrie 1918 până în mai 1920.
Născut pentru a fi soldat, a debutat promițător în carieră, în anul 1900, în Armata Austro-Ungară , dar datorită unui conflict cu superiorii săi a fost marginalizat. După ce și-a dat, în 1908, demisia dintre cadrele active, s-a distins în armata colonială din Congo Belgian, în perioada 1909-1914. Începutul Primului Război Mondial l-a prins în concediu acasă, astfel că a fost mobilizat pentru a lupta în Galiția, unde a ajuns comandant al Fortul Nr. XI „Duńkowiczki” din Fortăreața Przemyśl. 
Căzut după capitularea fortăreței, în 1915, în prizonieratul rus, a reluat, în 1917, lupta de partea Antantei , în cadrul Legiunii Cehoslovace, distingându-se ca unul dintre cei mai proeminenți ofițeri ai ei. În această calitate, a intervenit decisiv în câteva dintre momentele critice ale acesteia, precum Bătălia de la Bahmaci sau Ocuparea stației Mariinsk de către Legiunea Cehoslovacă. De asemenea, în cadrul cooperării româno-cehoslovace a reorganizat și condus, cu succes, Legiunea Română din Siberia (noiembrie 1918 - mai 1920).
Revenit în Cehoslovacia a suit treptele ierarhiei militare până la gradul de general de armată, fiind, însă, în 1937, pensionat forțat, ca efect atât al intrigilor, cât și al opțiunilor prosovietice ale politicii externe cehoslovace.
Asemenea altor legionari cehoslovaci, Kadlec s-a căsătorit în Rusia, luând de soție pe fiica unui comerciant, care l-a însoțit, ulterior, la reîntoarcerea în țara sa natală. După pensionare s-a retras din viața publică și a trăit, până la moarte, în Brno-Řečkovice. În perioada regimului comunist a fost evacuat din propria locuință și degradat la gradul de soldat, retrăgându-i-se și decorațiile date de către statul cehoslovac. A murit în sărăcie și uitare, fiind reabilitat de abia după Primăvara de la Praga.

## Date biografice

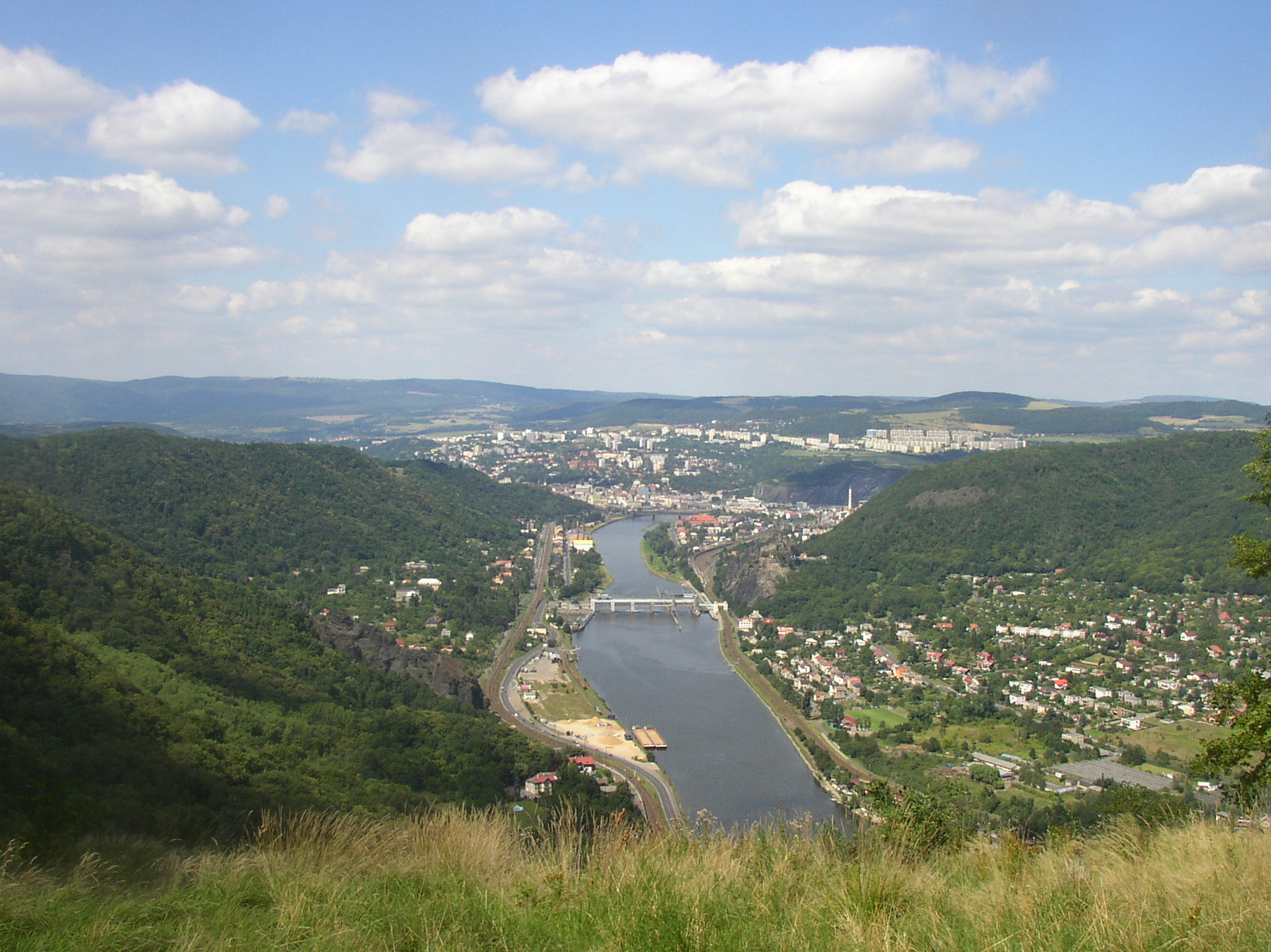
Panoramă actuală a orașului Ústí nad Labem

Născut, așadar, în 16 martie 1880, în Ústí nad Labem (actual Cehia) dintr-o familie de clerici (tatăl numindu-se Vaclav Kadlec și mama numindu-se Marie Nee, născută Buršíková), împreună cu fratele său mai mic, Janem, a decis să urmeze o carieră militară. După finalizarea școlii generale și a studiilor liceale în limba germană, la Praga, s-a înscris, în 1896, la Școala pentru cadeți de artilerie din Viena, pe care a absolvit-o în anul 1900, pe 18 august. Părinții săi au trăit în Ústí nad Labem, în timpul Primei mari Conflagrații și, posibil, chiar în intervalul anilor '920.
Asemenea altor legionari cehoslovaci, Kadlec s-a căsătorit în Rusia, la Irkutsk, luând de soție, la 15 decembrie 1919, pe Vera, fiica unui comerciant din Turinsk, numit Feodor Soloviev. Aceasta l-a însoțit, ulterior, la reîntoarcerea în țara sa natală.
După pensionare s-a retras din viața publică și a trăit tot restul vieții în Brno-Řečkovice , împreună cu soția sa de origine rusă.

## Cariera militară

### Primul eșec și perioada colonială din Congo

Hartă a teritoriului colonial Congo Belgian

Și-a început cariera la Bateria Nr. 6 a Regimentului de Artilerie de cetate Nr. 1 „Împăratul Franz Joseph” din Viena. În 1903 și-a căpătat tresele de ofițer după absolvirea unui curs la Brigada de Artilerie Nr. 2, fiind încadrat în Batalionul III. Cariera sa promițătoare a primit o lovitură în toamna anului 1904, ca urmare a unei dispute cu superiorul său ierarhic, motiv pentru care a fost mutat disciplinar într-un post secundar, la un depozit al  Batalionului de Artilerie de cetate Nr. 3 din Petrovaradin. Cu toate acestea, a reușit, totuși, să se facă remarcat, astfel că, în 1906, a fost transferat la Comandamentul de Inspecție al Artileriei Nr. 4 din Sarajevo, de unde, la cererea sa, la sfârșitul anului, a fost numit comandant al unui buncăr de artilerie de la Boričevci și, ulterior, promovat locotenent. În 1908 a fost, însă, sărit la avansare, astfel că a decis să părăsească armata.
Transferat fiind în rezerva armatei, în primăvara anului 1909 a mers la Bruxelles, unde s-a oferit voluntar pentru a intra în nou creata administrație colonială din Congo Belgian. După finalizarea unui curs pentru ofițeri de administrație, în toamna anului 1909 a mers în Africa, unde a lucrat, mai întâi, ca director regional în Ponthierville, Kasongo și Kilo. Abilitățile sale de conducător l-au făcut remarcat în timpul unor expediții împotriva populației băștinașe, astfel că a fost promovat pentru merite deosebite într-o poziție superioară, mai întâi ca șef al administrației din provinciile Mongala și, apoi, din Lika (aflată în estul Congoului). După cinci ani de serviciu și după primirea unor onoruri din partea guvernului belgian, s-a reîntors, la începutul verii 1914, pentru a-și petrece concediul în Boemia.

Hartă a Fortăreței Przemyśl. Fortul Nr. XI „Duńkowiczki” este localizat la nord de oraș

### Asediul Przemyślului

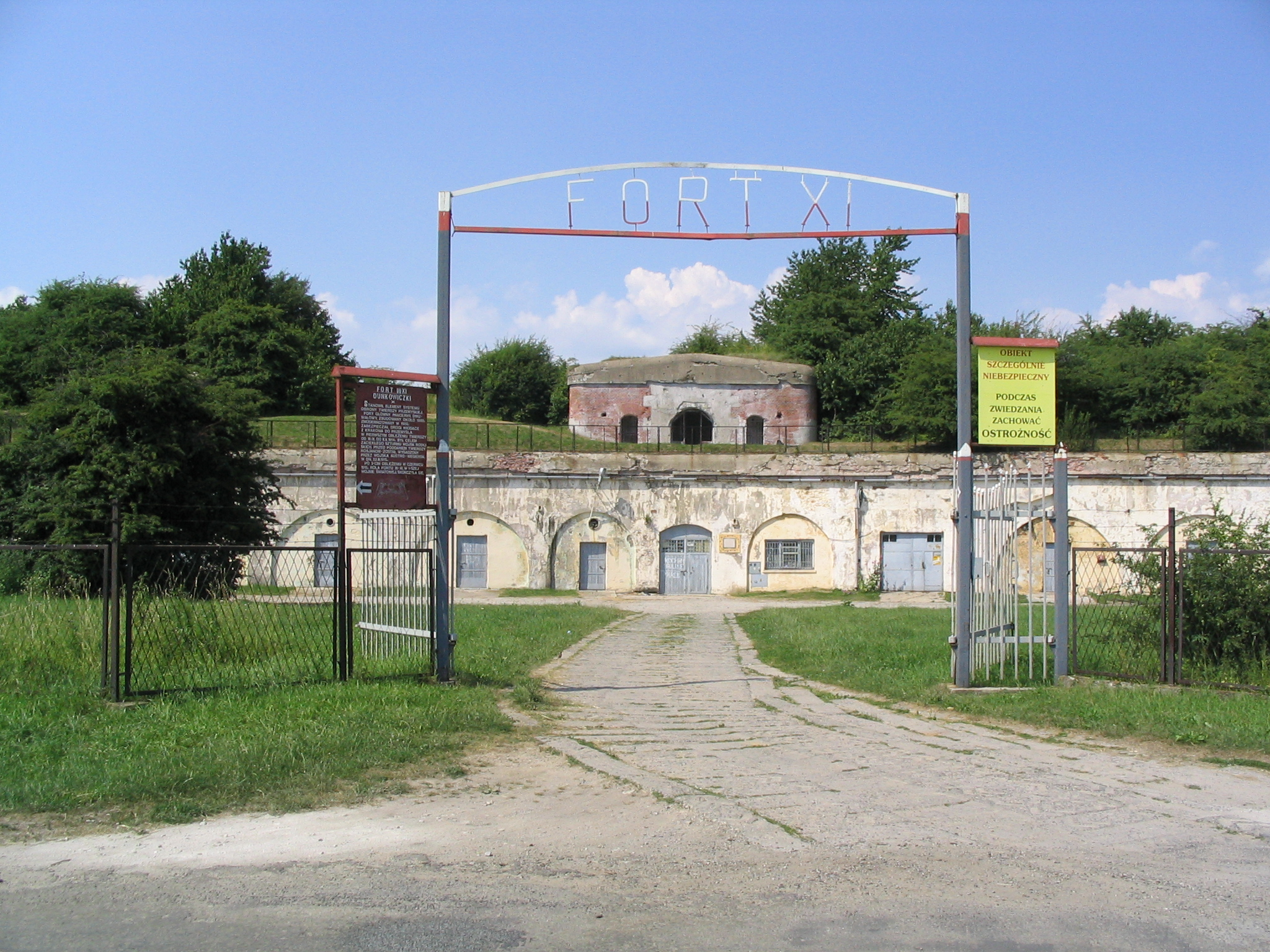
Intrare în ansamblul Fortului Nr. XI „Duńkowiczki” din Fortăreața Przemyśl

Începutul Primului Război Mondial l-a găsit în concediu acasă, astfel că a fost încadrat în Armata Austro-Ungară ca ofițer de rezervă în Regimentul de Artilerie de cetate Nr. 3 din Nagykanizsa. De aici a fost trimis în Fortăreața Przemyśl, unde a preluat, mai întâi, comanda unei fortificații din Fortul Nr. XI. „Duńkowiczki” În luna noiembrie 1914, având gradul de locotenent major a fost numit la comanda  podurilor Fortului X  în timpul primului asediu al Przemyślului, ulterior, preluând, treptat, comanda întregului Fort XI (cu câteva zeci de guri de foc de artilerie grea), subordonat fiind Brigăzii 93 Landsturm.
În noaptea din 21 spre 22 martie 1915, înainte de capitularea fortăreței, a distrus muniția și tunurile rămase, a aruncat în aer cazematele și depozitele armatei din fort, după care a ajuns prizonier de război al Armatei Imperiale Ruse.

### Prizonieratul
Până în vara anului 1915 Kadlec a stat într-un lagăr pentru ofițeri din Kiev, fiind, ulterior, transferat la Kazalinsk.
În primăvara anului 1916 a luat legătura cu asociațiile cehilor din Imperiul Rus, astfel că a fost eliberat din lagăr și a revenit la Kiev pentru a participa la efortul acestora. Aici a ajuns într-o poziție relativ importantă de redactor al unor reviste și al altor publicații și s-a implicat în activitatea politică. Deși a depus o cerere să fie primit în rândul trupelor cehoslovace, aprobarea acesteia a întârziat. De abia în iulie 1917 i-a fost recunoscut gradul de stabs-căpitan

### Epopeea siberiană
Născut pentru a fi soldat, Kadlec s-a dovedit a fi unul dintre cei mai experimentați ofițeri ai Legiunii Cehoslovace. A avut reputația unui om aspru în ceea ce privește menținerea disciplinei și a fost recunoscut ca fiind un abil tactician,aflându-se, în același timp, printre cei care au supralicitat cel mai bine spiritul aventurier al legionarilor cehoslovaci.
Fiind repartizat la Regimentul 7 Infanterie, a luat comanda Batalionului III. Mai târziu, după încadrare și un proces de instrucție, a fost promovat căpitan. La începutul lunii ianuarie 1918 a predat un curs de tactici de infanterie pentru comandanți de companii și batalioane la Pîreatîn, întorcându-se la regiment, la începutul lunii martie 1918, într-un moment în care unitățile cehoslovace începeau să se pregătească de plecare din Ucraina. Colonelul rus Smuglov – în calitate de comandant al regimentului, arătând un interes scăzut pentru ofițerii acestuia, Kadlec a fost promovat comandant adjunct. În timpul evacuării efectivelor cehoslovace din Ucraina a primit, la începutul lunii martie 1918, comanda unui tren, având în subordine 2 companii de pușcași, secțiunea de mortiere, secțiunea de cavalerie de recunoaștere, muzica regimentară și o companie de mitraliere – în total, 500 de soldați pe care i-a scos din Berejanî spre Kursk.

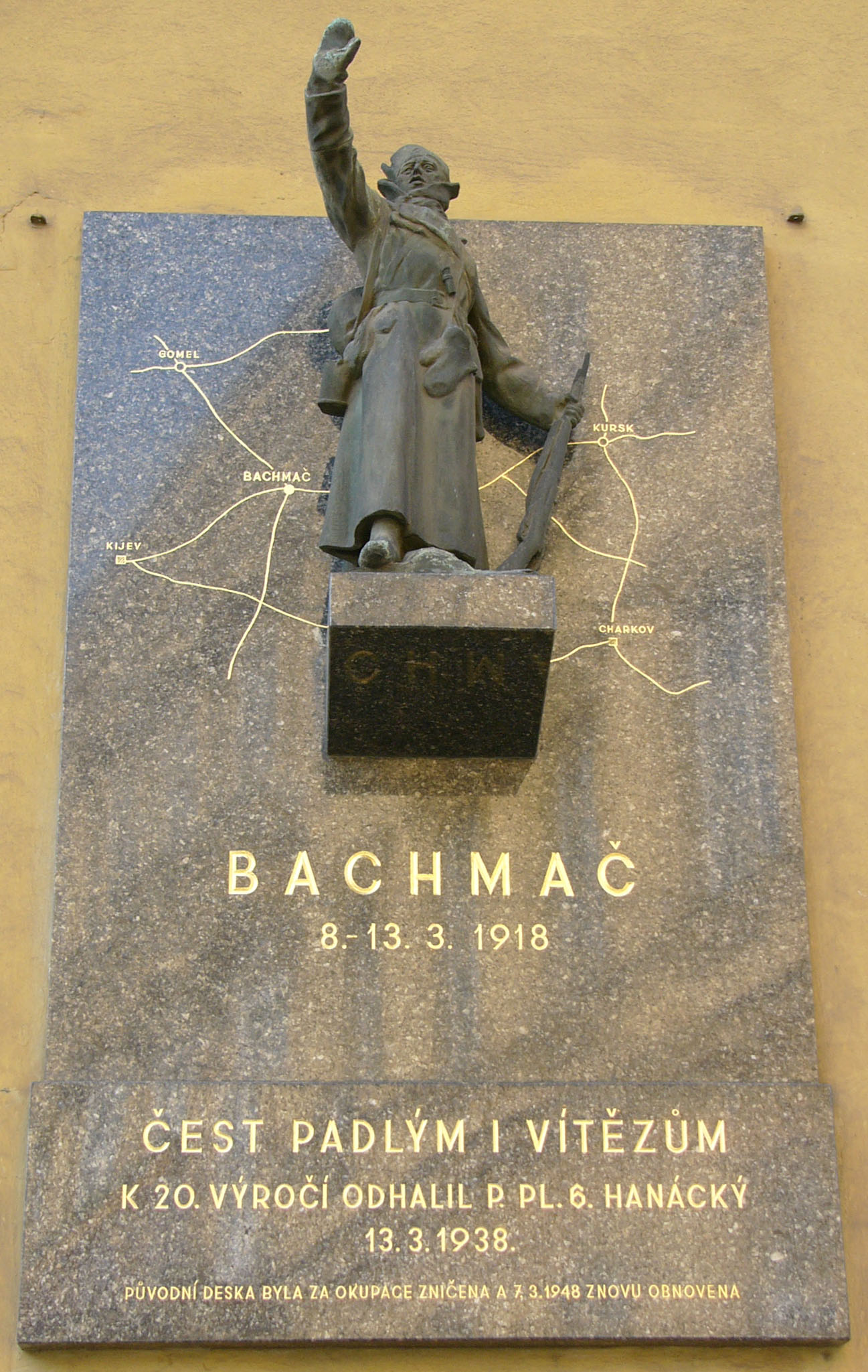
Placă memorială a Bătăliei de la Bahmaci. În imagine este statuia unui legionar ceh în echipament de iarnă.

Într-o cursă contracronometru, el a redirecționat trupele Diviziei a 2-a de Infanterie de la Bahmaci, spre care se îndreptau regimentele de infanterie cehoslovacă 1 și 6. A intervenit cu determinare și hotărâre în Bătălia de la Bahmaci, reușind să stopeze încheierea unui armistițiu și predarea trupelor cehoslovace germanilor. Aici, în lupta cu germanii, în după amiaza de 10 martie 1918, a fost grav rănit, dar, datorită lui, trenurile care purtau Divizia 1 de Infanterie cehoslovacă au putut trece de nodul feroviar.

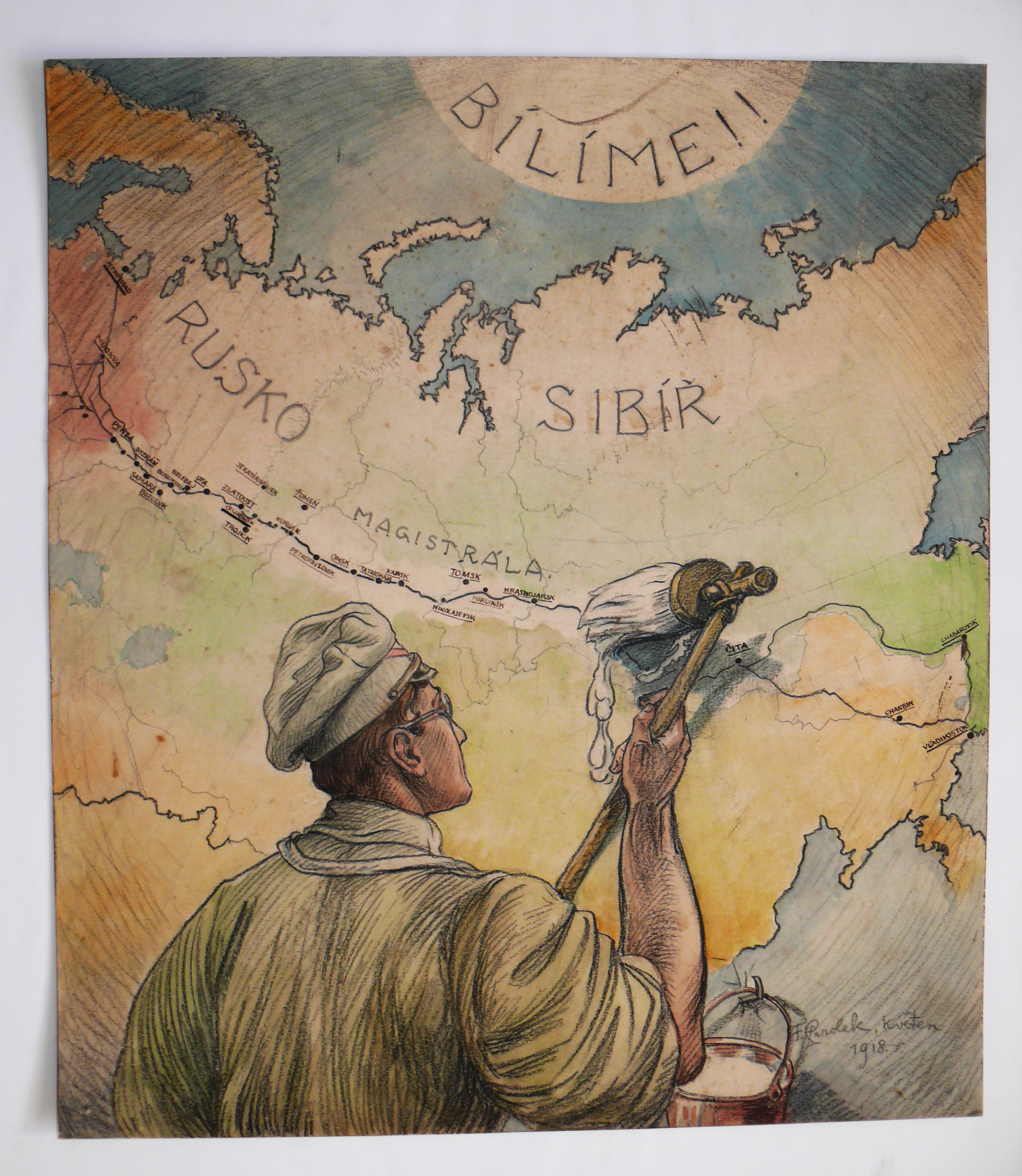
„Albirea” căii ferate Transsiberiene, pentru a putea fi folosită de către trupele cehoslovace spre Vladivostok

Revenit după însănătoșire, a rămas adjunctul comandantului Regimentului 7 Infanterie, într-o perioadă în care, după înțelegerea de la Penza, în aprilie 1918, trenurile cehoslovace – aflate în drum pre Vladivostok, deși obstrucționate de către sovietele locale, s-au deplasat dinspre Volga spre Urali.
S-a distins, apoi, în timpul luptelor de apărare a căii ferate transsiberiene. La sfârșitul lunii mai 1918 – atunci când bolșevicii, în înțelegere cu Puterile Centrale, au încercat dezarmarea voluntarilor cehoslovaci, pentru ca aceștia să nu ajungă pe Frontul de Vest - a ordonat atacul și a salvat decisiv, pe plan local, situația. Dispunând, inițial, numai de 2 mitraliere și 170 de puști, a rezistat, astfel, cu 1.000 de oameni în orașul Mariinsk – stație a căii ferate transsiberiene, împotriva forțelor bolșevice care îl înconjurau de 20 de zile, până i-au venit alte forțe în ajutor. Bătălia s-a dovedit a fi un moment crucial pentru joncțiunea trupelor cehoslovace dintre Omsk și Krasnoiarsk.
În iunie 1918 căpitanul Kadlec a fost promovat în funcția de șef de Stat Major al Grupului de Est (Omsk Est) al trupelor cehoslovace. De aici a demisionat în iulie același an pentru a prelua comanda Regimentului 7 Infanterie „Tatra”. În 23 august 1918, după ce a fost promovat la gradul de colonel, a primit comanda trupelor cehoslovace aflate la vest de Vladivostok. În această calitate a reușit să domine zona strategică a tunelurilor transsiberiene din jurul lacului Baikal, primind, mai târziu, pentru meritele sale în această acțiune, decorații ruse, cehoslovace, franceze și românești. În 26 septembrie a fost transferat la sediul comandamentului central al trupelor cehoslovace din Vladivostok, de unde a demisionat, pentru o nouă funcție de comandă, la data de 10 octombrie.
Dovedit a fi un comandant excelent și știind limba franceză, a fost numit, în 25 noiembrie 1918, la Irkutsk, în funcția de comandant al Legiunii de voluntari transilvăneni și bucovineni din Siberia. În decurs de câteva luni, acesta a reușit să reorganizeze corpul de voluntari, astfel că acesta a fost folosit pentru paza unei porțiuni din Transsiberian. Sub conducerea sa, legionarii au dus lupte de asanare a teritoriului dominat de gherilele bolșevice și au câștigat lupta de la Șeragul și Kuitun.
S-a îmbarcat în 25 mai 1920, odată cu Legiunea spre România, pe vasul Trás-os-Montes, sosind, în 5 iulie, la Constanța, cu vasul Tellonic, pe care se transbordase la Port Said. La București, a participat, în 19 iulie 1920, la defilarea solemnă a primului transport de legionari în fața Regelui Ferdinand, după care, în scurtă vreme, s-a întors acasă. Decorat pentru activitatea sa din Rusia de către ruși, români și francezi, s-a întors, în 1920, în Cehoslovacia ca erou.

### În armata Cehoslovaciei
După întoarcerea în Europa a stat în concediu până la începutul lunii ianuarie 1921, vacanța de repatriere fiindu-i prelungită repetat. În luna octombrie 1920, ca delegat al Președinției Cehoslovace, a participat la festivitățile încoronării din România.
La 1 ianuarie 1921 a fost numit comandant al Diviziei 10 Infanterie din Banská Bystrica, poziție pe care a preluat-o de la generalul francez Pierre-Victor Fournier, după care acesta  a devenit comandant al regiunii militare cu sediul la Bratislava. În această calitate, Kadlec a condus, în perioada 27 octombrie - 5 noiembrie 1921, măsuri de mobilizare la granița cu Ungaria, după care a participat la un curs pentru ofițeri superiori la Versailles, susținut de Franța pentru armatele aliate. Promovat general clasa a V-a, în iunie 1921 , în 28 octombrie 1925 i-a fost atribuit gradul de general clasa a IV-a (grad redenumit general maior, în 1926).
A părăsit comanda diviziei pe care a condus-o cu autoritate și profesionalism, în septembrie 1931, când a preluat comanda Diviziei a 7-a din Olomouc. În 1934 (1933 după altă sursă) a devenit, prin decret prezidențial, membru al Consiliului Consultativ al Armatei (autoritate consultativă a Ministrului Apărării), funcție pe care a părăsit-o în circumstanțe îndoielnice.
De drept, ar fi trebuit să părăsească respectiva funcție în momentul în care ar fi fost numit comandant militar al unei provincii. Conform deciziei de necontestat a fostului comandant al armatei, Kadlec – considerat cel mai capabil general de divizie și cel cu rangul cel mai înalt dintre cei care luptaseră în Prima Conflagrație Mondială, ar fi trebuit să fie numit într-un astfel de post. Relațiile dintre soldați și relațiile acestora cu politicienii, au făcut, însă, ca hotărârea să fie alta.
În octombrie 1935 a fost numit comandant al Corpului IV de Armată din Olomuc, în loc să fie numit comandant al provinciei militare. Kadlec a fost întotdeauna respectat ca soldat și ca ofițer capabil, dar în anii '930, când carierele în cadrul Ministrului Apărării al Cehoslovaciei au fost decise printr-o complicată încrengătură de relații personale și relații politice, aceste calități nu prea l-au ajutat, cu atât mai mult cu cât relația de apropiere cu Uniunea Sovietică dezvoltată de Cehoslovacia lui Edvard Beneš i-a fost potrivnică. Alături de Radola Gajda și Stanislav Čečka a fost printre comandanții Legiunii Cehoslovace care au fost adversari notorii ai bolșevismului, iar faptele sale de arme au reprezentat momente epice ale aventurii siberiene cehoslovace.
Generalul Kadlec nu a fost un ofițer al Legiunii foarte popular, fiind eminamente un cadru prototip al Armatei Austro-Ungare: organizator militar și profesionist cu experiență în conducere. Superiorii săi l-au caracterizat ca având un caracter impecabil și un simț foarte dezvoltat al datoriei, dar fiind, din punctul de vedere al acestora, prea integru, prea corect și prea direct, precum și cu un puternic grad de independență, „nu mergea întotdeauna în direcția dorită”. Ca efect, a fost omis la ocuparea locului de comandant militar regional după moartea prematură a generalului Václav Kopal și a fost numit, la 15 noiembrie 1935, comandant al armatei terestre din districtul militar Brno, funcție pe care a deținut-o până în 1937 și în care s-a dovedit a fi excelent. Cu toate acestea, însă, asupra sa s-au exercitat presiuni pentru a pleca din Armata Cehoslovaciei. Deși, în mai 1937, a fost promovat, în mod excepțional, la rangul de general de armată, a ieșit la pensie forțat în același an (prematur, „la cerere”). A fost cel mai tânăr general de armată al Cehoslovaciei, dar fiind antibolșevic a fost, de fapt, îndepărtat în liniște, din pricina intrigilor și a condițiilor politice asociate negocierii cu Uniunea Sovietică a acordului de ajutor militar. Este posibil să fi contribuit la îndepărtarea sa și disputa cu generalul de armată Krej.
În timpul mobilizării din 1938 a fost reactivat. În perioada ocupației celui de-Al Treilea Reich, fiind permanent păzit de Gestapo, nu a putut adera la mișcarea de rezistență.
După eliberare a fost pus la dispoziția Ministerului Apărării, fiind, însă, confirmat cu calitatea de general în retragere, deși în anul 1945 și-a oferit serviciile ministrului apărării naționale, Ludvik Svoboda.

### Evacuarea, degradarea și ultimii ani
Prigoana rușinoasă împotriva sa a continuat și după sfârșitul războiului. În luna februarie 1948 a fost evacuat din vila în care locuia, iar în primăvara anului 1950, autoritățile comuniste l-au degradat la rangul de soldat, i-au retras decorațiile și i-au tăiat pensia de general. A fost obligat să trăiască numai cu 200 de coroane pe lună, pentru a supraviețui trebuind să vândă din lucruri.A murit în sărăcie și într-o totală uitare la data de 19 august 1961, fiind înmormântat în Cimitirul central din Brno. Văduva sa, din cauza sărăciei, a fost nevoită să vândă lucrurile rămase ei după succesiune, până chiar și ordinele și decorațiile care supraviețuiseră.

## In memoriam
După momentul Revoluției de catifea a fost reabilitat post-mortem, în noiembrie 1989, fiindu-i redat gradul de general și decorațiile. O stradă din Brno-Řečkovice a primit numele său, iar muzeul din orașul său natal deține câteva portrete ale sale.
Kadlec a descris bătălia de la Mariinsk într-un manuscris pe care a intenționat să-l publice sub forma unei cărți, dar intenția sa nu s-a materializat.

## Ordine, onoruri și decorații

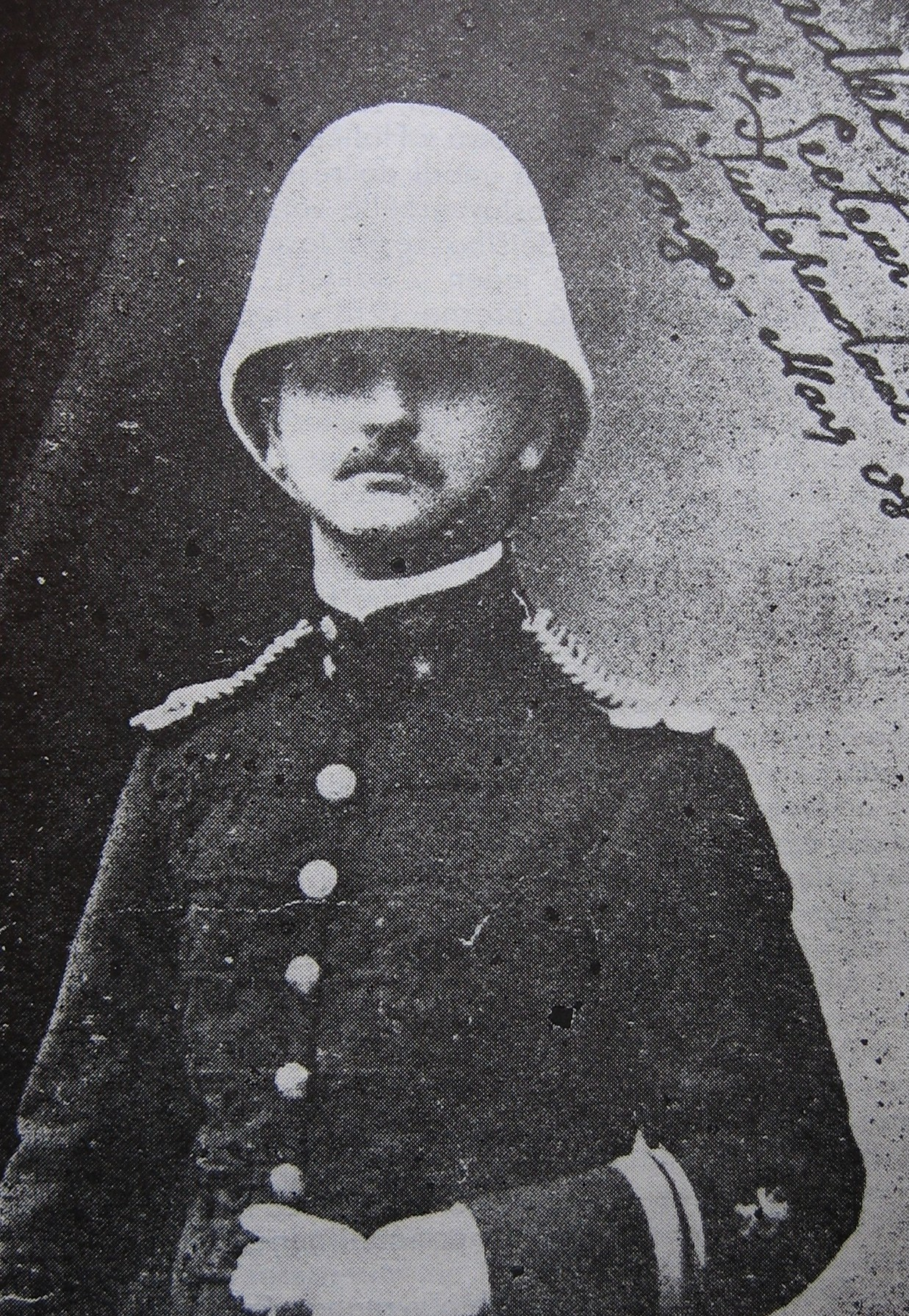
Căpitanul Kadlec, în uniformă de ofițer colonial belgian (1908)

A fost decorat cu mai multe decorații austro-ungare, cehoslovace, ruse, franceze, britanice și române.
- Austro-Ungaria:

- Militär-Jubiläumskreuz

- Belgia:

- L´Étoilee de service du Congo
- Steaua Ordinului Regal al Leului
- Crucea Comemorativă

- Imperiul Rus:

- Ordinul „Sfânta Ana” cu spade clasa a II – a
- Ordinul Sfântul Vladimir clasa a II-a cu spade
- Ordinul Sfântului Gheorghe clasa a IV – a

- Franța:

- Crucea de Ofițer al Legiunii de onoare
- Crucea de Război

- Cehoslovacia

- Crucea de Război 1918

- România

- Crucea comemorativă cu bareta „Siberia”
- Ordinul „Coroana României” în grad de cavaler

- Marea Britanie:

- Crucea de Cavaler la Ordinului Sfântul Mihail și Sfântul Gheorghe